# 阿萊什德

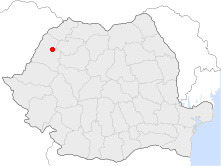

阿萊什德是羅馬尼亞的城鎮，位於該國西部，距離首府奧拉迪亞36公里，由比霍爾縣負責管轄，面積71.95平方公里，海拔高度233米，2009年人口10,699，大多數居民信奉東正教。